# Feedsky
Feedsky（域名：Feedsky.com，中文名称为“飞递”）创建于2005年，致力于提供免费或者企业的RSS整理托管。另外，Feedsky于2007年也开始了其测试的第二个项目，话题广告。
Feedsky提供免费的RSS托管服务，用户也可以免费地绑定自己的域名。Feedsky于2007年开始了话题广告服务，即用户可以为一些产品进行宣传以得到报酬。Feedsky 目前已不可用。

## 链接
- 主页
- Feedsky博客
- Feedsky简介
- Feedsky官方BLOG集合